# Campillo de Azaba
Campillo de Azaba ist ein Ort und eine nordspanische Gemeinde (municipio) mit 142 Einwohnern (Stand: 2024) in der Provinz Salamanca in der Autonomen Gemeinschaft Kastilien und León.

## Geografie
Campillo de Azaba liegt etwa 125 Kilometer südwestlich von Salamanca nahe der portugiesischen Grenze in einer Höhe von ca. 660 m am Río Azaba.

## Bevölkerungsentwicklung
| Jahr      | 1900 | 1950 | 1960 | 1970 | 1981 | 1991 | 2001 | 2011 | 2021 |
| Einwohner | 410  | 569  | 536  | 424  | 341  | 325  | 260  | 193  | 155  |

## Sehenswürdigkeiten
- Sebastianuskirche (Iglesia de San Sebastián)
- Wasserturm

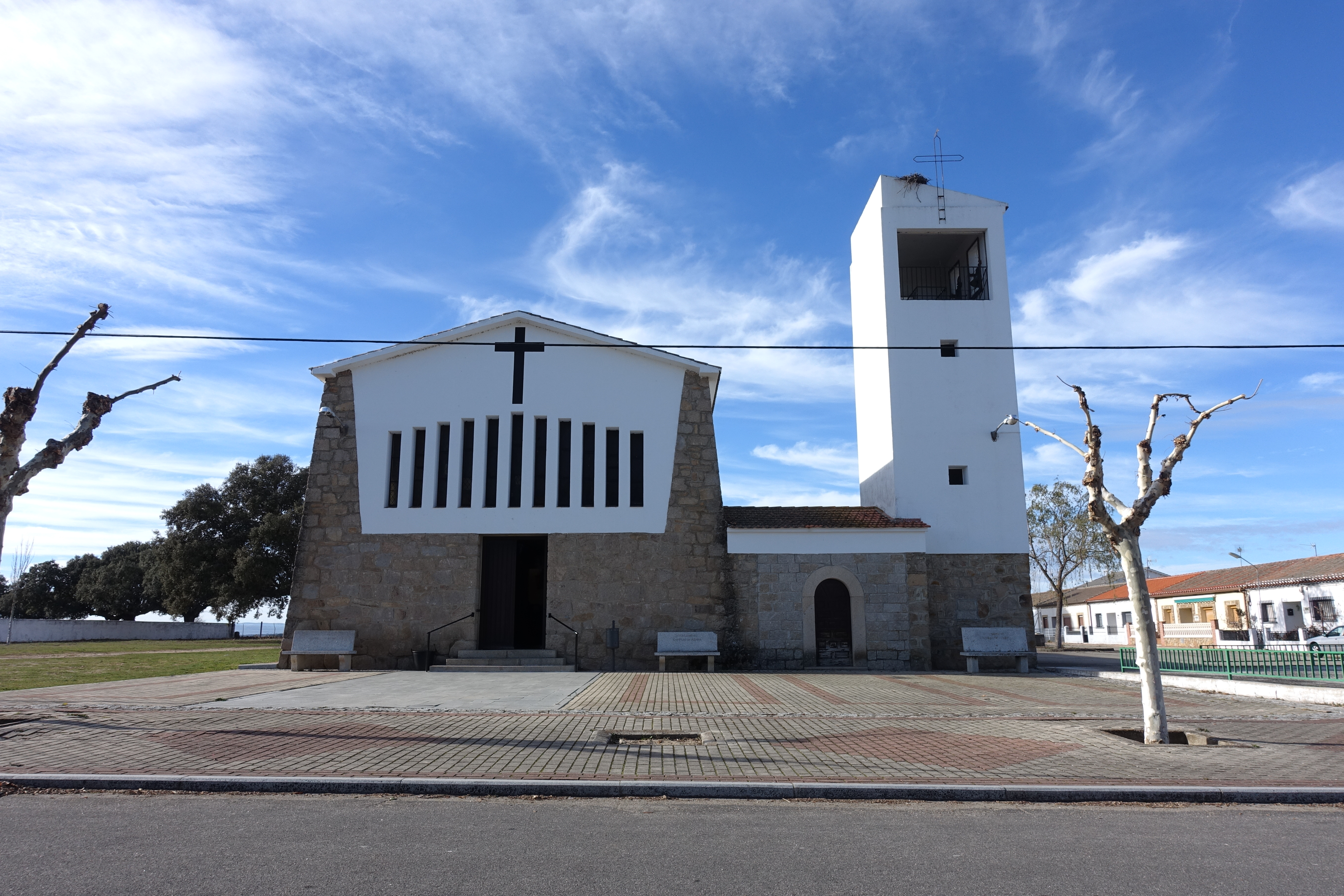
Sebastianuskirche
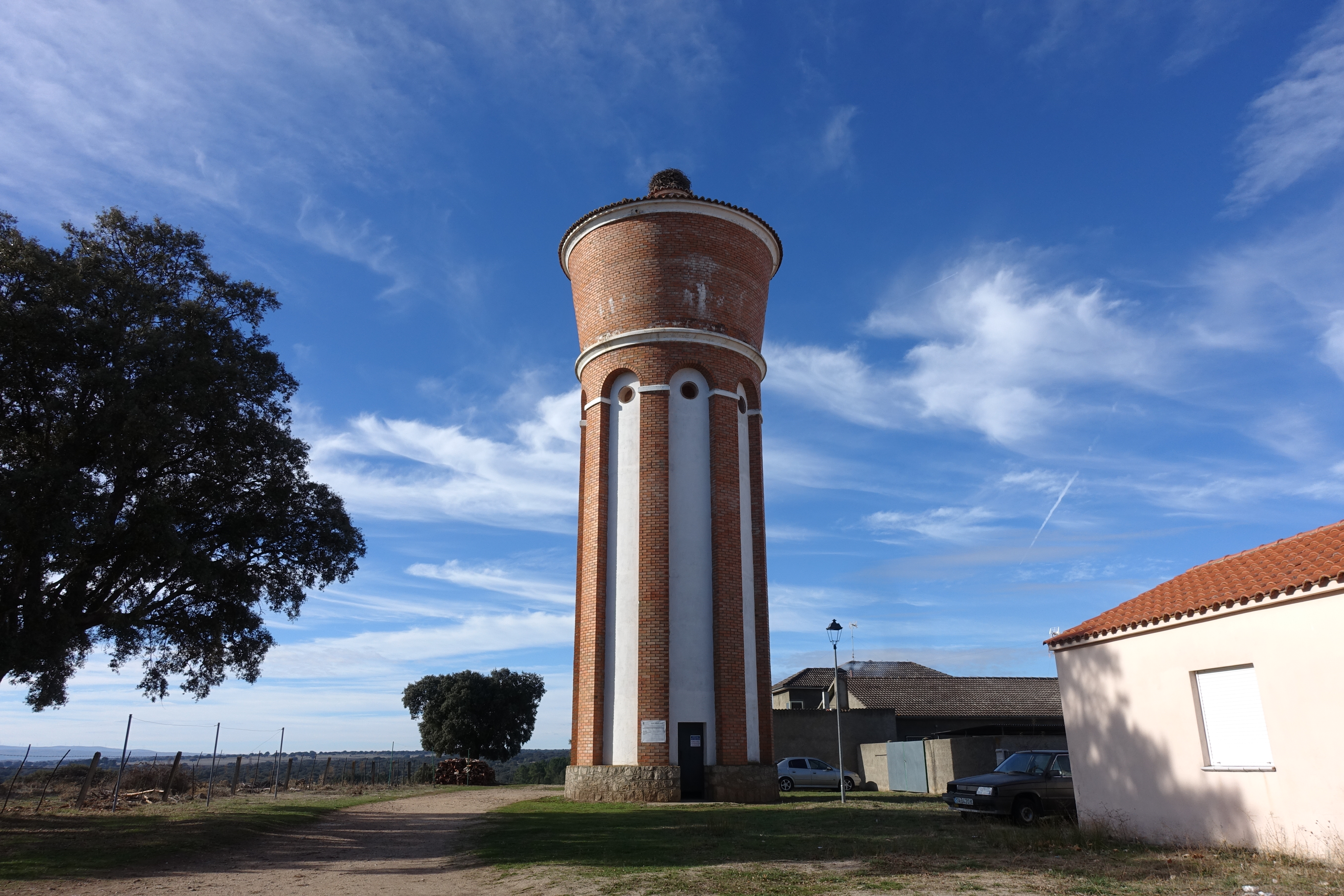
Wasserturm
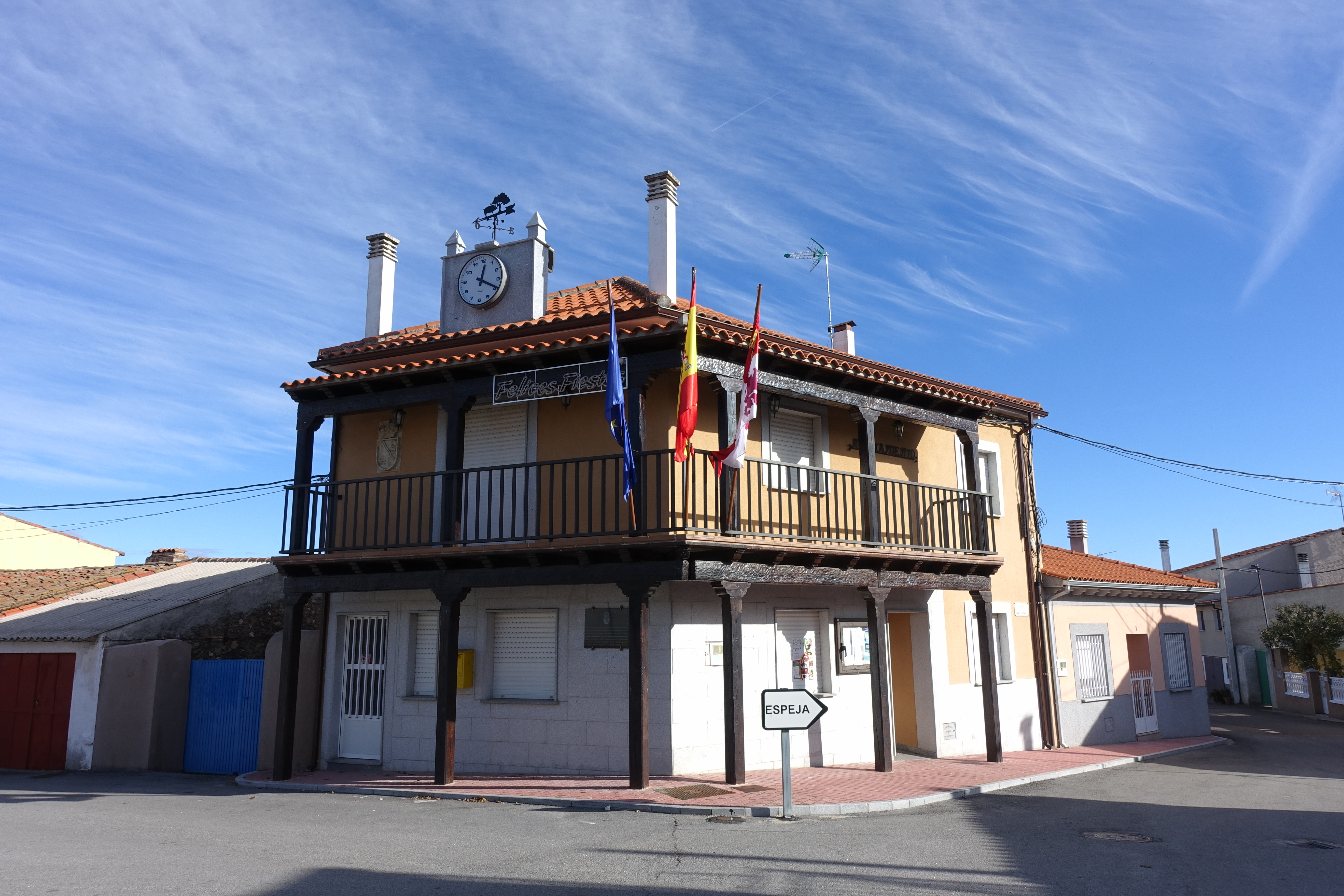
Rathaus